# Friedrich Leopold von Fürstenberg
Friedrich Leopold Reichsfreiherr von Fürstenberg (* 22. Mai 1828 auf Schloss Borbeck; † 11. Dezember 1901 auf Schloss Hugenpoet) war ein deutscher Rittergutsbesitzer und Politiker aus dem westfälischen Adelsgeschlecht Fürstenberg.

## Leben
Von Fürstenberg war der Sohn des Domkapitulars und Majors Clemens Maria Franz Walpurgis von Fürstenberg (* 29. Dezember 1791 auf Schloss Herdringen; † 19. März 1844 auf Schloss Borbeck) und dessen Ehefrau Antonetta geborene Freiin von Weichs zur Wenne (* 8. April 1808 in Geisteren; † 19. Februar 1891 in Münster). Clemens von Fürstenberg-Borbeck war ein Bruder. Er war katholisch und heiratete am 18. September 1860 Anna Franziska Gräfin von Wolff-Metternich zur Gracht (* 25. Oktober 1841 auf Schloss Gymnich; † 2. August 1873 in Bad Soden). Die preußische Anerkennung des Freiherrenstandes datiert vom 11. November 1834.
Von Fürstenberg besuchte die Ritterakademie Bedburg und legte dort 1848 die Reifeprüfung ab. Dann schlug er die Militärlaufbahn ein und war um 1851 Unteroffizier des 4. Kürassier-Regiments und 1853 Sekondelieutenant der Kavallerie  im 1. Aufgebot des Landwehr-Bataillons, 36. Infanterie-Regiment (Essen). Im Jahr 1859 war er Premierleutnant bei der Landwehr-Kavallerie des 1. Bataillons (Essen), 8. Westfälisches Landwehrregiment Nr. 57 bevor er 1868 seinen Abschied nahm. Danach lebte er als Gutsbesitzer auf Schloss Borbeck und Schloss Hugenpoet.
Er war Mitglied der Kreistage, in denen seine Güter lagen. Von 1860 bis 1865 war er stellvertretender Abgeordneter im Provinziallandtag der Rheinprovinz und wurde 1864 und 1865 in den Landtag einberufen und nahm an den Verhandlungen teil. Danach war er von 1868 bis 1888 selbst Abgeordneter. Er vertrat ultramontane Positionen.
Er war königlich preußischer Kammerherr. 1868 wurde er Devotionsritter des Souveränen Malteser-Ritterordens und wurde mit dem preußischen Kronenorden ausgezeichnet.